# Lobelia grayana
Lobelia grayana är en klockväxtart som beskrevs av Franz Elfried Wimmer.
Lobelia grayana ingår i släktet lobelior och familjen klockväxter. Inga underarter finns listade i Catalogue of Life.

## Bildgalleri

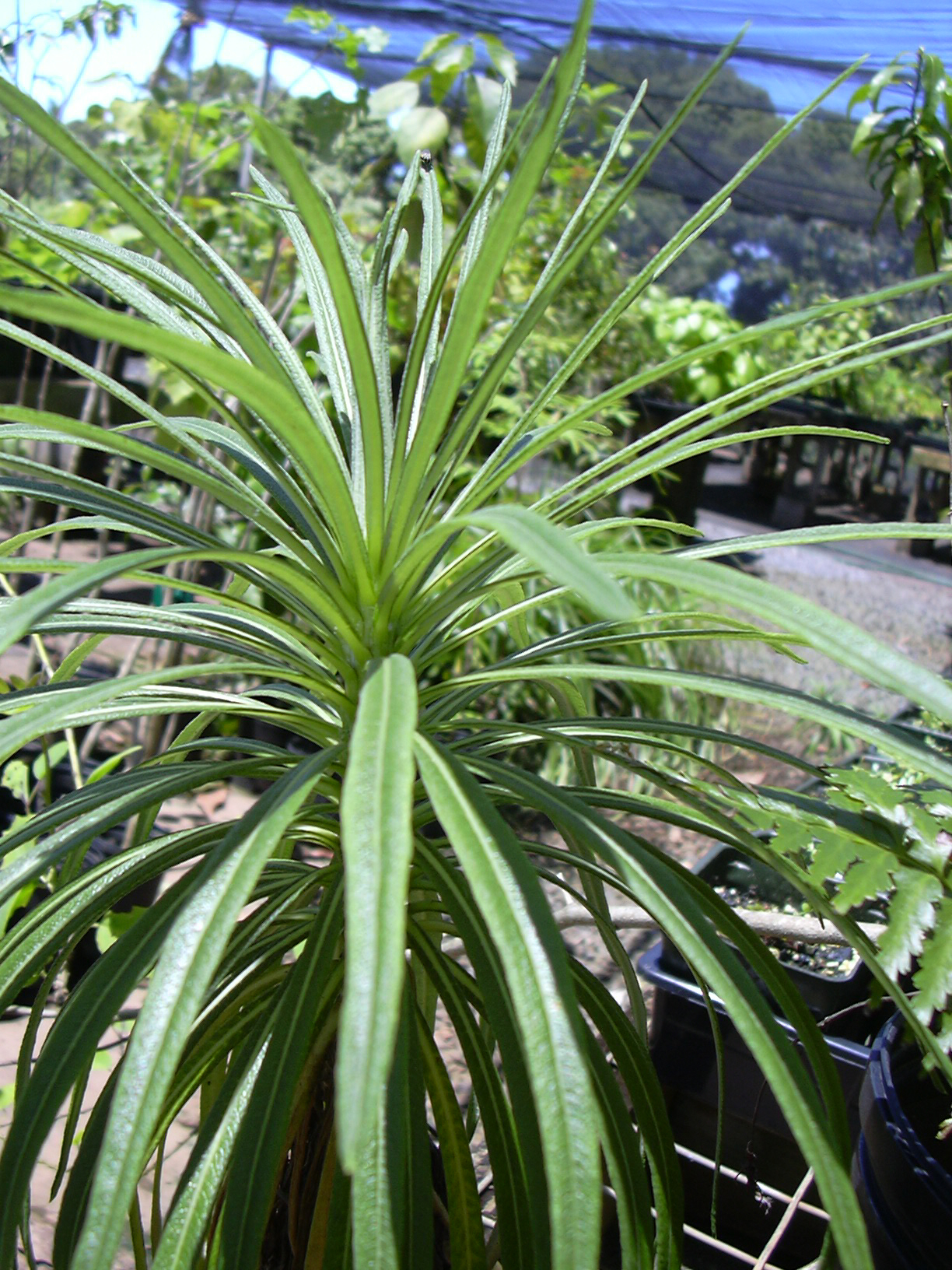